# 美濃村晃
美濃村晃は1920年に京都で生まれた絵師、緊縛師、文筆家、編集者。別名として喜多玲子などがある。

## 概要
太平洋戦争後、京都の新聞社に就職するも「奇譚クラブ」の編集に関わり、日本初のSM専門誌へと成長させていく。やがて東京に移り1953年「風俗草紙」に作品を発表、1956年には自ら編集人として「裏窓」を創刊する。
「SMセレクト」、「SMコレクター」、「S＆Mアブハンター」、「SM奇譚」などで挿画家として活躍し、作家としても小説、読物を書いた。
50代に脳溢血で倒れてからは一線から退き、1992年に死去。享年72歳だった。